# Seweryn Korzeliński
Seweryn Korzeliński (Galícia, Bereznica, 1804. vagy 1805. – 1876.) lengyel katona, dzsidástiszt, író, az 1848–49-es forradalom és szabadságharc alatt a magyarok oldalán harcoló Lengyel légió tagja.

## Élete
1804-ben vagy 1805-ben született Galíciában. Először hivatásos katona volt az osztrák hadsereg kötelékében, a Császári és Királyi ulánusoknál szolgált és hadnagyi rendfokozatig jutott. Amikor 1830-ban kitört Lengyelországban a Novemberi felkelés, önkéntesként részt vett a harcokban, ahol a 2. dzsidás ezredben szolgált Józef Dwernicki lengyel tábornok parancsnoksága alatt.
A 2. dzsidásezred kapitányaként legendás hőstettet hajtott végre, mikor századával és egy 200 fős gyalogos különítménnyel Girált térségében két napig tartotta fel a sokszoros túlerőben levő, 3000 fős orosz sereget. A Temesvári csatában megsebesült. Kossuth 1849. augusztus 17-én Orsován a III. osztályú érdemjellel tüntette ki.
| „                                            | …az öreg, tapasztalt katona, s amellett energikus tiszt nem kis szolgálatot tett azzal, hogy az ellenséget nemcsak felderítette, hanem ügyes manõvereivel hosszú ideig fel is tartotta. | ” |
| – Józef Wysocki lengyel tábornok emlékiratai | |   |

Először a legtöbb emigráns magyar politikussal együtt Törökországba ment, majd onnan egy angol gőzösön 1852-ben Ausztráliába utazott. Az ottani élményeiről és kalandjairól könyvet is írt. 1856-ban amnesztiát kapott és visszatért Galíciába. A napi aprómunka, a gazdasági és a szellemi építkezés híve. Az eredményes pedagógiai munkája elismeréseként a galíciai Czernichówban felállított első Lengyel Mezőgazdasági Iskola igazgatójának választják, amelyet sikerrel irányított nyolc éven keresztül.